# Europejskie Lato Artystyczne w Bydgoszczy
Europejskie Lato Artystyczne w Bydgoszczy – cykl różnorodnych imprez kulturalnych w Bydgoszczy, odbywających się każdego dnia w miesiącach wakacyjnych.

## Historia
Cykl wakacyjnych imprez kulturalnych, odbywających się każdego dnia w lipcu i sierpniu zainicjowano w 2005 r., początkowo pod nazwą Bydgoskie Lato Artystyczne. W 2011 r. zmieniono nazwę na Europejskie Lato Artystyczne. 

## Charakterystyka
Europejskie Lato Artystyczne to kilkadziesiąt imprez kulturalnych odbywających się w lipcu i sierpniu każdego roku. Koordynatorem projektu jest Miejski Ośrodek Kultury w Bydgoszczy, zaś poszczególne przedsięwzięcia przygotowują bydgoskie placówki kulturalne: Miejski Ośrodek Kultury, Wojewódzki Ośrodek Kultury, Pałac Młodzieży, Klub Mózg, Kubryk, Akademia Muzyczna, Galeria Miejska bwa, Muzeum Okręgowe, Teatr Polski oraz Urząd Miasta.
Wachlarz działań artystycznych obejmuje m.in. cykl koncertów plenerowych różnych gatunków muzycznych (muzyka poważna, w tym operowa, pop, jazz, reggae, rock, punk, hip-hop, metal, blues), happeningów, przedstawień teatralnych i tanecznych, pokazów filmowych, pokazów walk rycerskich, występów orkiestr dętych i zespołów folklorystycznych. Imprezy odbywają się głównie na scenie ustawionej na Starym Rynku, a także w muszli koncertowej w parku im. W. Witosa, kawiarni „Węgliszek” oraz w Zespole pałacowo-parkowym w Ostromecku.
W skład spotkań z kulturą zagraniczną, poza koncertami, spektaklami, seansami, prelekcjami, wystawami z udziałem zagranicznych wykonawców, wchodzą m.in. „Dzień Włoski”, „Dzień Francuski”, „Dzień Hiszpański”, „Dzień Austriacki”, „Dzień Węgierski”, „Dzień Niemiecki”.
Festiwal rzutuje na podniesienie atrakcyjności oferty kulturalnej w okresie wakacyjnym w Bydgoszczy.